# Boel & Hall
Boel & Hall är ett musikalbum som gavs ut 2000 som ett samarbetsprojekt mellan Hanne Boel och Martin Hall.

## Låtlista
1. Chance Of A Lifetime
2. Why Don't You Come Around
3. Let's Go Out Tonight
4. Can't Help Myself
5. Between The Lines
6. Performing The Heartache
7. Stay With Me
8. Blood & Honey
9. Tender To Grey
10. Last Song In The World
11. Hall Video Footage